# Гюнтер VI фон Шварцбург-Кефернбург
Гюнтер VI фон Шварцбург-Кефернбург (на немски: Gunther VI von Schwarzburg-Kafernburg; † между 23 февруари 1289 и 30 март 1289 или 1293) е граф на Кефернбург-Илменау (1275 – 1293).

## Произход
Той е големият син на граф Гюнтер V фон Кефернбург († 1273/1275) и съпругата му Матилда († сл. 6 юли 1285). Брат му Гюнтер VII († 10 юни 1302) e граф на Кефернбург (1293 – 1302).

## Фамилия
Гюнтер VI се жени за София фон Лухов († сл. 1288). Те имат децата:
- Гюнтер VIII († 1324), граф на Кефернбург, женен за Ирмгард фон Шварцбург († ок. 1334)
- Гюнтер IX фон Кефернбург-Люхов († 1332/1344), граф на Кефернбург-Лухов, женен между 5 юни и 29 юли 1312 г. за Матилда фон Регенщайн († сл. 23 август 1334), дъщеря на граф Хайнрих III фон Регенщайн(V) († 1311/1312) и графиня Елизабет фон Хоя († 1320)
- Ото I († сл. 1286/1306)
- Гюнтер X „Млади“ († сл. 1324)
- Гюнтер XI († сл. 1343), абат на Георонгентал
- Бертхолд II († сл. 1339), абат на Паулиненцел
- Мехтилд († ок. 1334), омъжена пр. 21 август 1301 г. за граф Гюнтер XII фон Шварцбург († 1308)
- София (+ сл. 1328), монахиня в манастир Илм
- Хайнрих († сл. 1289)
- Албрехт († сл. 1289)
- Ирмгард († 1308/1319), абатиса на манастир Илм